# Horodniany (gromada)
Horodniany – dawna gromada, czyli najmniejsza jednostka podziału terytorialnego Polskiej Rzeczypospolitej Ludowej w latach 1954–1972.
Gromady, z gromadzkimi radami narodowymi (GRN) jako organami władzy najniższego stopnia na wsi, funkcjonowały od reformy reorganizującej administrację wiejską przeprowadzonej jesienią 1954 do momentu ich zniesienia z dniem 1 stycznia 1973, tym samym wypierając organizację gminną w latach 1954–1972.
Gromadę Horodniany z siedzibą GRN w Horodnianach utworzono – jako jedną z 8759 gromad – w powiecie białostockim w woj. białostockim, na mocy uchwały nr 11/V WRN w Białymstoku z dnia 4 października 1954. W skład jednostki weszły obszary dotychczasowych gromad Horodniany, Hryniewicze, Ignatki, Księżyno, Kleosin i Klepacze oraz obszar l.p. N-ctwa Dojlidy o pow. 413,62 ha ze zniesionej gminy Bacieczki w tymże powiecie. Dla gromady ustalono 20 członków gromadzkiej rady narodowej.
13 listopada 1954 roku gromadę przyłączono do nowo utworzonego powiatu łapskiego, lecz już 1 stycznia 1956 jednostka powróciła do powiatu białostockiego.
Gromada przetrwała do końca 1972 roku, czyli do kolejnej reformy gminnej.